# Ephesia largeteaui
Ephesia largeteaui är en fjärilsart som beskrevs av Charles Oberthür 1881. Ephesia largeteaui ingår i släktet Ephesia och familjen nattflyn. Inga underarter finns listade i Catalogue of Life.